# Run (isola)
Run (in indonesiano Pulau Run anche chiamata talvolta Rhun) è una delle più piccole Isole Banda, facenti parte dell'Indonesia. Si estende all'incirca per 3 km di lunghezza e meno di un 1 km in larghezza.
Era considerata di enorme importanza economica grazie al valore delle spezie di noce moscata e macis che sono ottenute dall'albero della noce moscata (Myristica fragrans), che a quel tempo cresceva solo nelle isole Banda.

## Storia

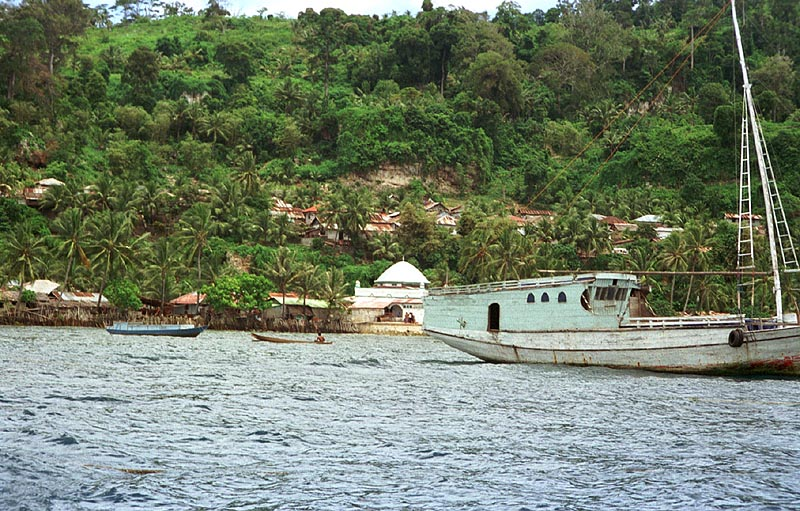
Un tratto di costa dell'isola Run.

All'epoca della rotta delle spezie i marinai della Compagnia britannica delle Indie orientali della seconda spedizione di James Lancaster, John Davis e John Middleton, che stazionavo inizialmente a Bantam, nell'isola di Giava, raggiunsero per primi l'isola nel 1603 e stabilirono buoni rapporti con gli indigeni.
Il 23 dicembre 1616 il capitano Nathaniel Courthope raggiunse Run per difenderla dalle rivendicazioni della Compagnia olandese delle Indie orientali. Fu siglato un contratto con gli indigeni che accettarono il Re d'Inghilterra come sovrano dell'isola. Dopo quattro anni di assedio olandese e l'assassinio durante un'imboscata di Nathaniel Courthope nel 1620, gli inglesi ed i loro alleati locali lasciarono l'isola senza opporre resistenza.
Secondo il Trattato di Westminster del 1654 che concluse la Prima guerra anglo-olandese (1652-1654), Run avrebbe dovuta essere restituita all'Inghilterra. Il primo tentativo fallì nel 1660 a causa di alcuni vincoli imposti degli olandesi; dopo il secondo tentativo nel 1665 i commerciati inglesi vennero espulsi nello stesso anno e gli olandesi distrussero gli alberi della noce moscata.
Dopo la Seconda guerra anglo-olandese del 1665-1667 l'Inghilterra e le Province Unite confermarono nel Trattato di Breda lo status quo: gli inglesi conservavano l'isola di Manhattan, che avevano occupato illegalmente nel 1664 cambiandone il nome da New Amsterdam a New York in onore di Giacomo II, mentre Run venne ufficialmente lasciata agli olandesi.
Il monopolio olandese della noce moscata e del macis terminò con l'introduzione degli alberi di noce moscata a Ceylon, Singapore ed in altre colonie britanniche nel 1817, dopo la conquista dell'isola principale Bandalontor nel 1810 da parte del capitano Christopher Cole, che condusse al declino della supremazia olandese nel commercio delle spezie.
Oggi sull'isola si trovano ancora degli alberi di noce moscata.